# Драгимир
Драгимир или Драгомир, био је српски владар Травуније и Захумља из династије Војислављевића с почетка 11. века, односно око 1000. до 1018. године. Био је син кнеза Хвалимира, владара Травуније и првог познатог владара династије Војислављевића. Оженио је кћерку рашког жупана Љутомира. Са њом је имао сина Стефан Војислава који га је наследио. Једини сачувани средњовековни извор који помиње владара Драгимира је Љетопис попа Дукљанина, у поглављима 34-37. Године 1009. или 1010. бугарски цар Самуило окупирао је Драгимирове земље, заједно са Дукљом, делом Босне и Рашке Драгимир се повлачи пред бугарском војском у планине, али је убрзо у преговорима са царем Самуилом добија да управља Травунијом и Захумљем као његов вазал. Самуило је претходно направио сличан договор у Дукљи са Јованом Владимиром, сином и наследником његовог брата Петрислава. Владимир је убијен у 1016. године од стране Самуиловог наследника Јована Владислава, последњег владара Првог бугарског царства, који је и сам убрзо убијен крајем 1017. године. У првој половини 1018, Драгимир је крено у Дукљу у пратњи својих војника са намером да преузме власт након смрти његовог братанића Јована Владимира. Када је дошао у Котор, становници овог града припремили су гозбу за њега на малом острву у Боки которској. Драгимир је отишао тамо са само неколико својих људи, који нису могли да га бране од Которанa, који су га на превару убили. Након тога, његови војници вратили су се у Травунију. Када је Драгимирова жена чула за то, одмах се повукла у свој родни крај. Врати се код свог оца и нађе га мртвог, па са мајком оде у Босну код својих ујака. На путу на месту које се зове Брусно у Босни родила је Стефана Војислава. Драгимиров син Стефан Војислав постао је владар Дукље у 1018. године.